# Guatemala en los Juegos Paralímpicos de Río de Janeiro 2016
Guatemala estuvo representada en los Juegos Paralímpicos de Río de Janeiro 2016 por un deportista masculino. El equipo paralímpico guatemalteco no obtuvo ninguna medalla en estos Juegos.